# Environnement au Burkina Faso
L'environnement au Burkina Faso est l'environnement (ensemble des éléments - biotiques ou abiotiques - qui entourent un individu ou une espèce et dont certains contribuent directement à subvenir à ses besoins) du Burkina Faso.

## La biodiversité du Burkina Faso

### Reliefs

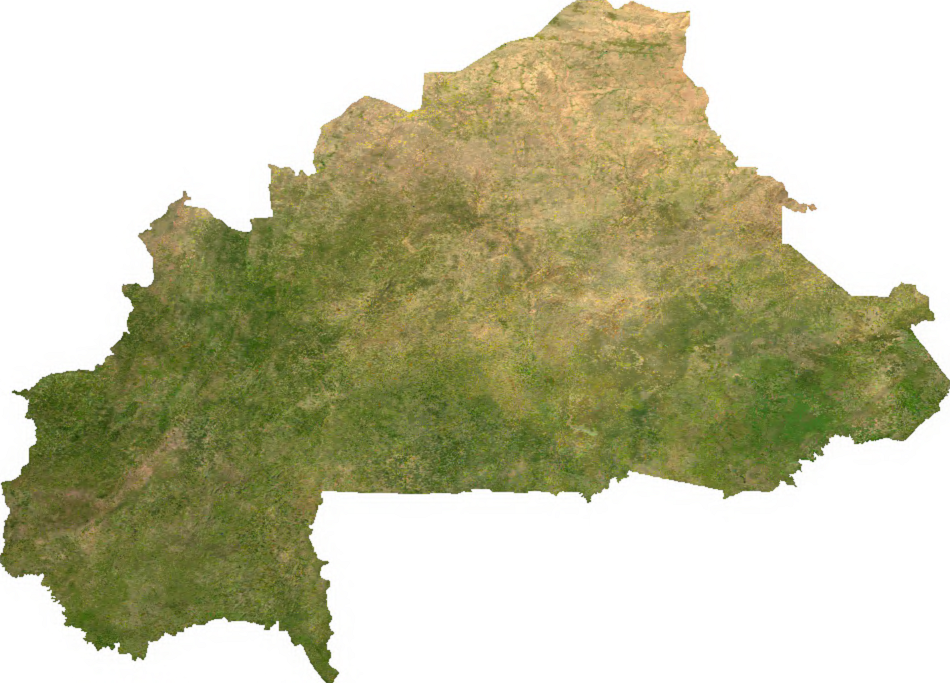
Image satellite du Burkina Faso.

Deux grands types de paysages existent au Burkina :
- la plus grande partie du pays est couverte par une pénéplaine. Elle forme un relief très légèrement vallonné avec par endroits quelques collines isolées, ultimes vestiges d'un massif du Précambrien. C'est un paysage assez uniforme, avec un sol le plus souvent coloré en ocre par la latérite. Il a un relief plat qui ne retient pas de grandes quantités d'eau d'où l'insuffisance hydrique dans certaines régions ;
- la partie sud-ouest du pays forme un massif gréseux. Le point culminant du pays s'y trouve : le Tenakourou (749 m). Le massif est limité par des falaises très escarpées atteignant 150 m de haut : falaise de Banfora, pics de Sindou, cavernes de Douna, etc.

L'altitude moyenne est de 400 m et le différentiel entre les deux points extrêmes ne dépasse pas 600 m. Le Burkina Faso est donc un pays plutôt plat, avec quelques accidents de terrain localisés.

### Hydrographie

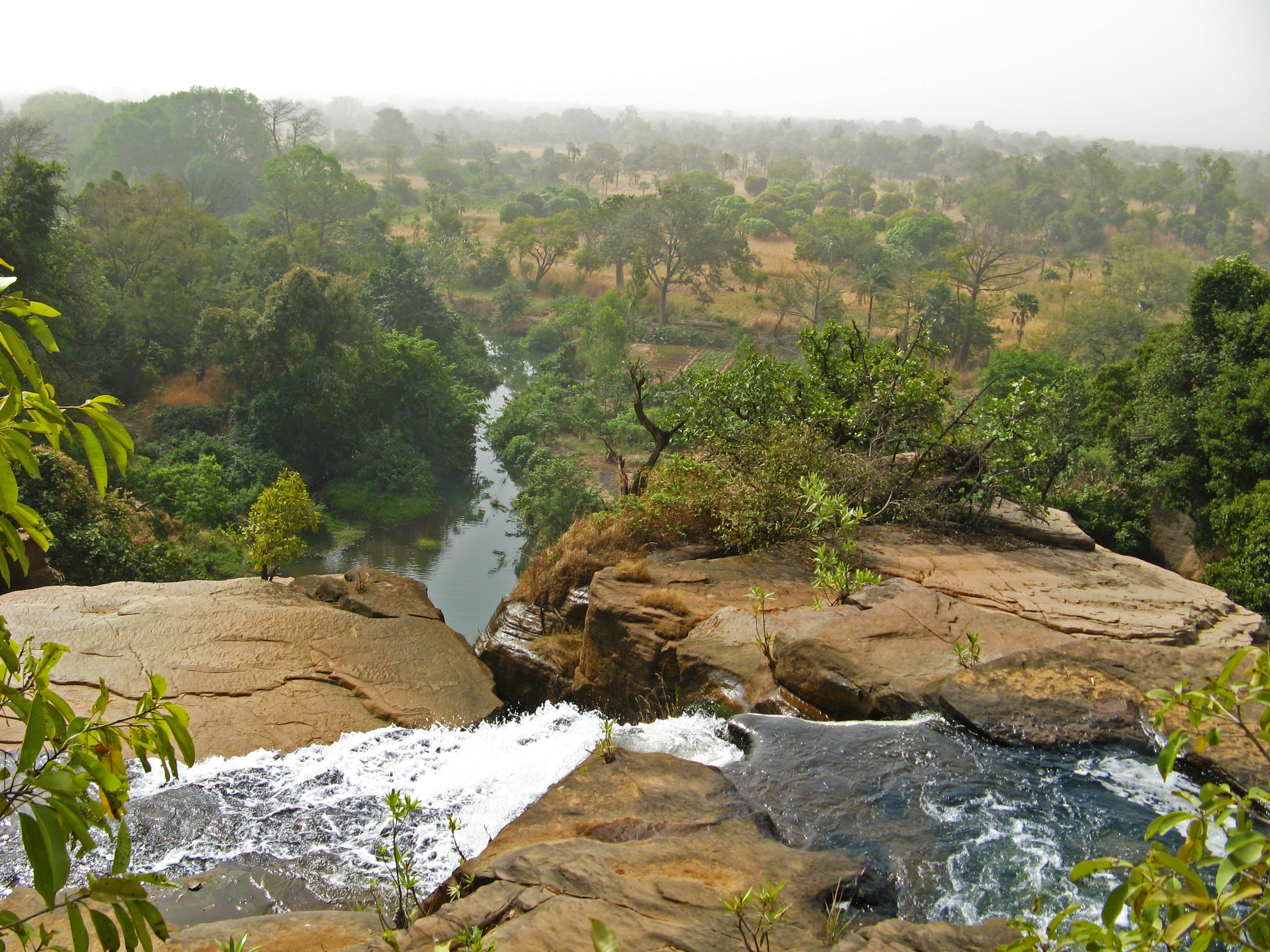
Cascades de Karfiguela au sud-ouest du pays.

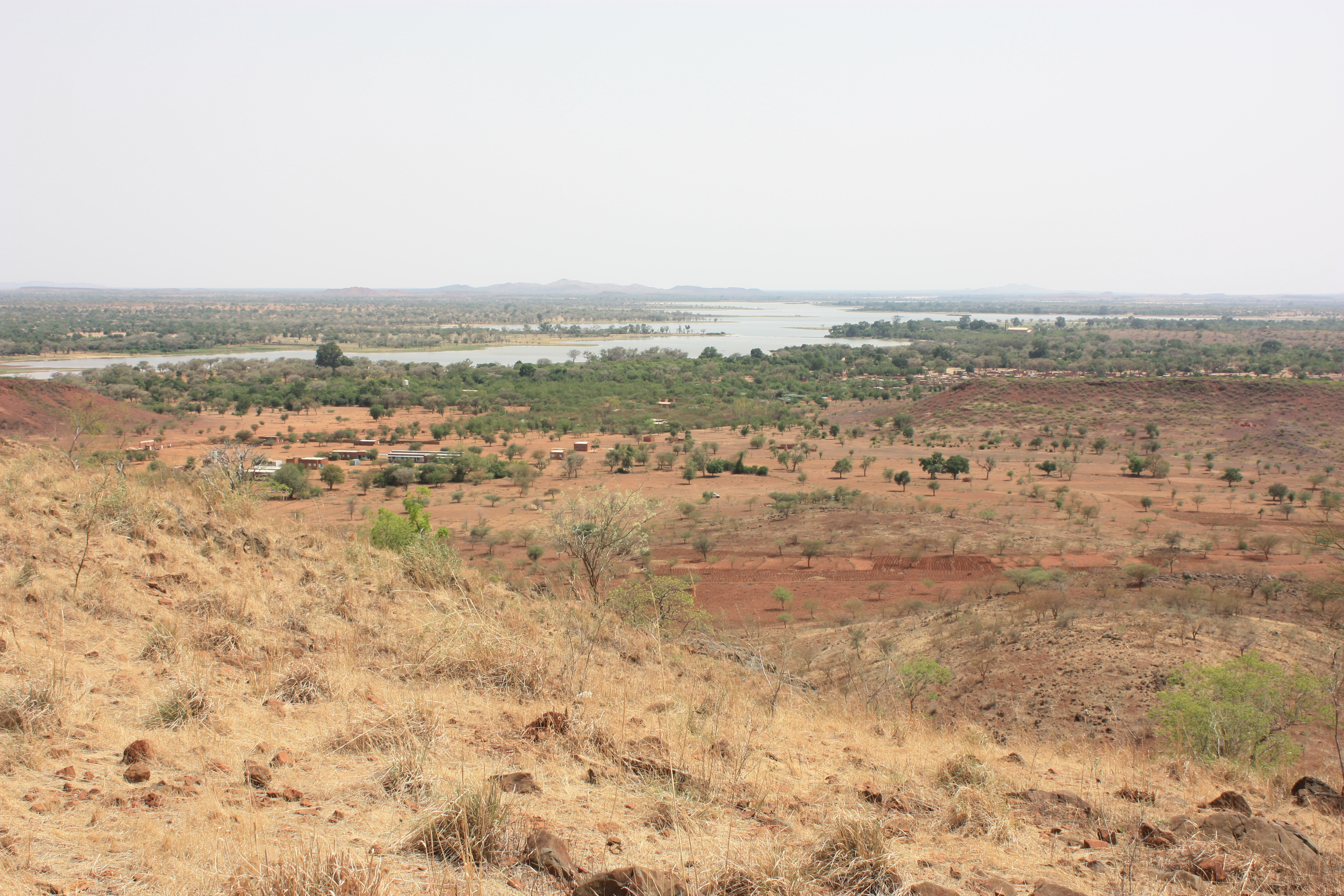
Le lac Bam, situé dans la région Centre-Nord.

Quoique peu élevé et relativement peu arrosé, le Burkina a un réseau hydrographique assez important, surtout dans sa partie méridionale. Les cours d'eau se rattachent à trois bassins principaux : les bassins de la Volta, de la Comoé et du Niger. Le pays devait son ancien nom de Haute-Volta aux trois cours d'eau qui le traversent : le Mouhoun (anciennement Volta Noire), le Nakambé (Volta Blanche) et le Nazinon (Volta Rouge). Le Mouhoun est le seul fleuve permanent du pays avec la Comoé qui coule au sud-ouest.
Il existe également des lacs comme le lac Volta et le lac Bam, situé dans la région Centre-Nord.

### Climat
Le Burkina Faso possède un climat tropical de type soudano-sahélien (caractérisé par des variations pluviométriques considérables allant d'une moyenne de 350 mm au nord à plus de 1 000 mm au sud-ouest) avec deux saisons très contrastées : la saison des pluies avec des précipitations comprises entre 300 mm et 1 200 mm et la saison sèche durant laquelle souffle l'harmattan, un vent chaud et sec, originaire du Sahara. La saison des pluies dure environ 4 mois, entre mai-juin et septembre, sa durée est plus courte au nord du pays.
On peut donc distinguer trois grandes zones climatiques :
- zone sahélienne au nord du pays : moins de 600 mm de pluviométrie par an et amplitudes thermiques élevées (15 à 45 °C) ;
- zone soudano-sahélienne entre 11° 3' et 13° 5' de latitude Nord. C'est une zone intermédiaire pour les températures et les précipitations ;
- zone soudano-guinéenne au sud du pays : plus de 900 mm de pluie par an et des températures moyennes relativement basses.

### Milieux

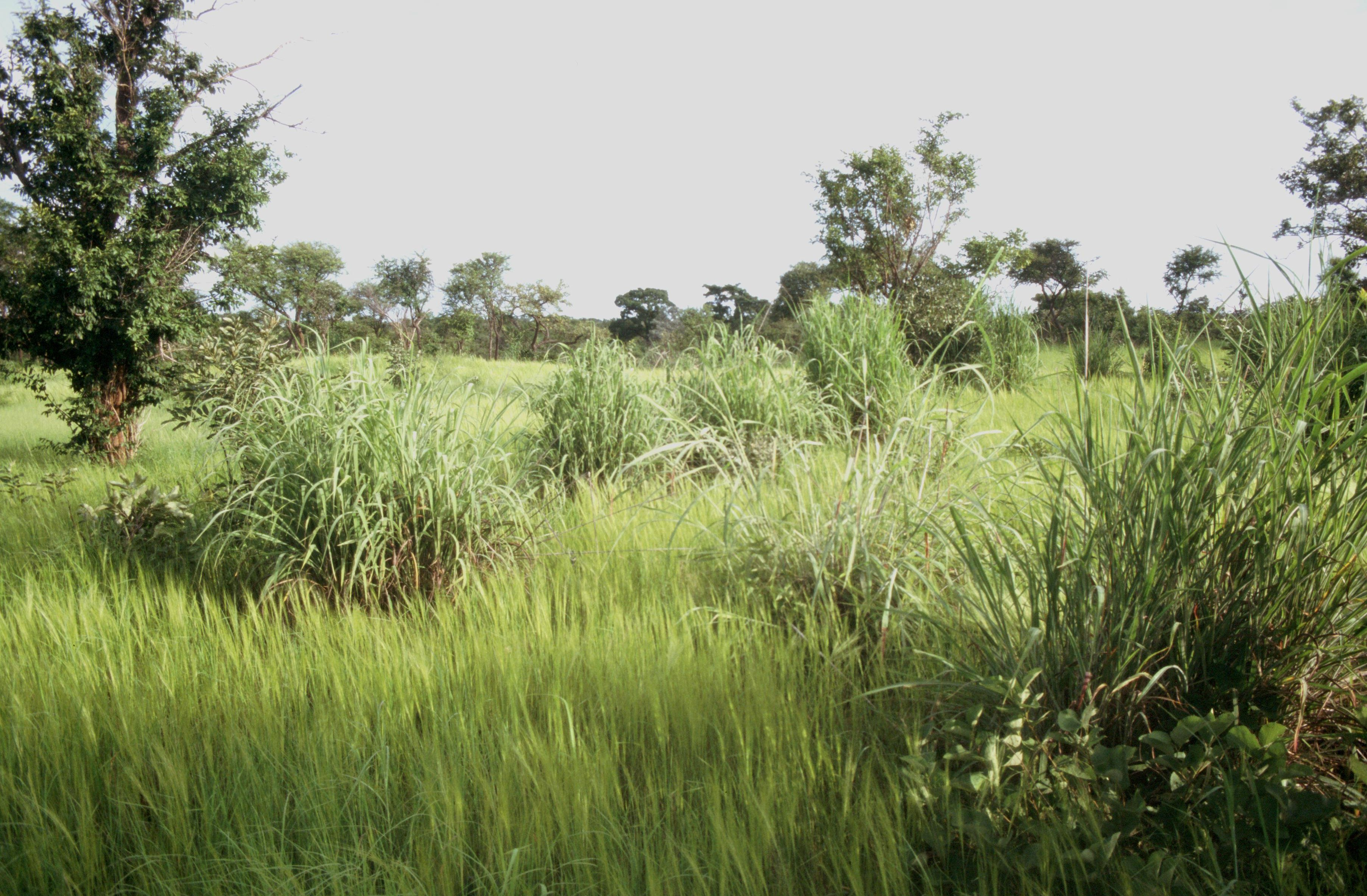
Savane avec touffes dAndropogon gayanus dans la réserve de Pama (Burkina Faso).

La Savane soudanienne occidentale couvre la grande majorité du pays, à l'exception de la pointe nord.

### Faune et flore
Le pays est un des cinq derniers où le lion d'Afrique est présent. En 2014, on ne comptabilisait plus que 406 individus dans la région de l’Afrique de l’Ouest. 

### Espaces protégés
- le parc national du W du Niger est un parc transfrontalier du Niger, du Burkina Faso et du Bénin, au sein de la Savane soudanienne occidentale.  Il abrite la dernière grande population de lions d'Afrique en Afrique de l'Ouest ; mais on y compte moins de 200 individus[1].Le Burkina Faso est une destination à ne pas manquer

## Impacts sur les milieux naturels

### Activités humaines

#### Agriculture

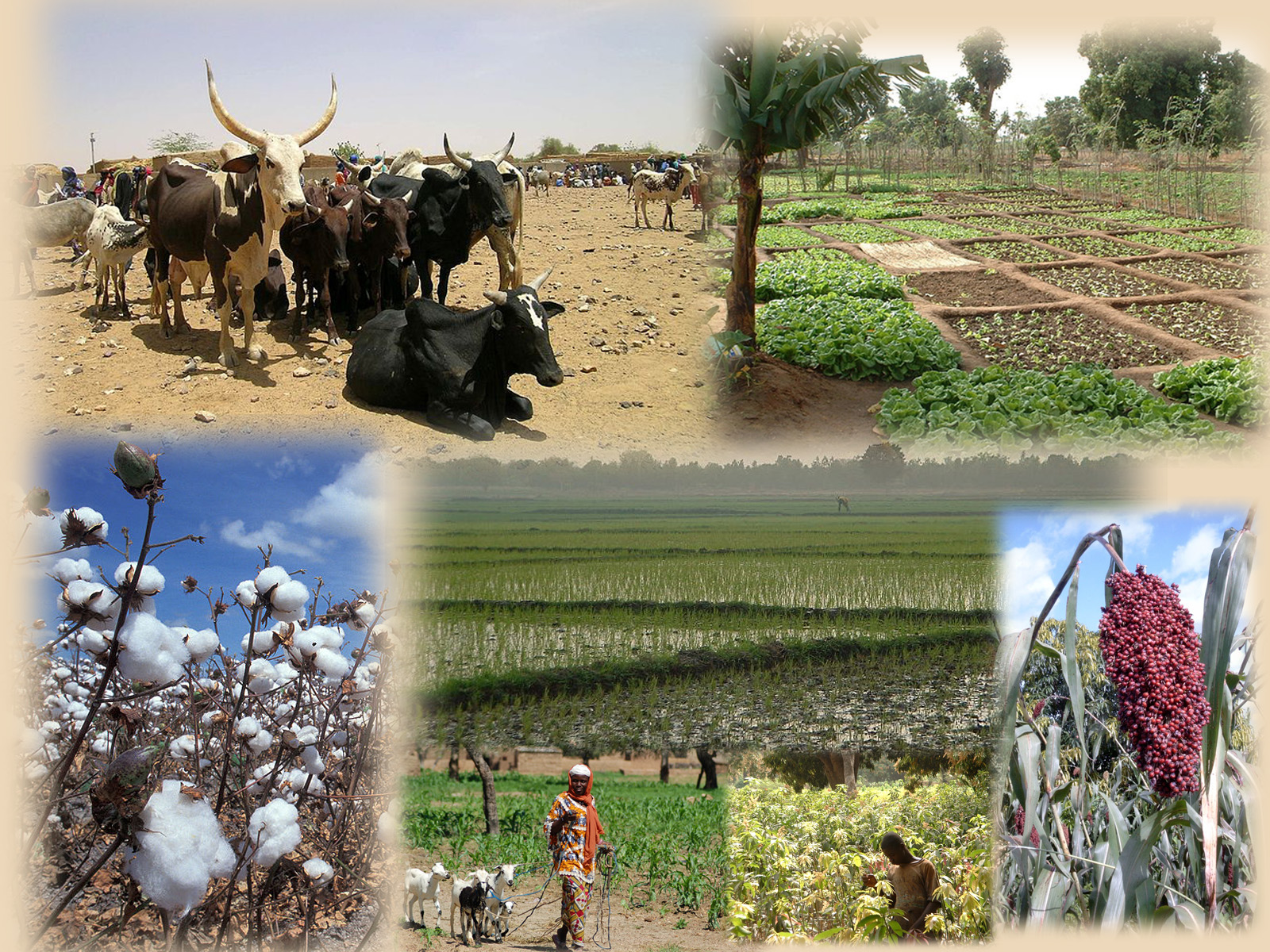
Producteurs et productions agricoles du Burkina Faso

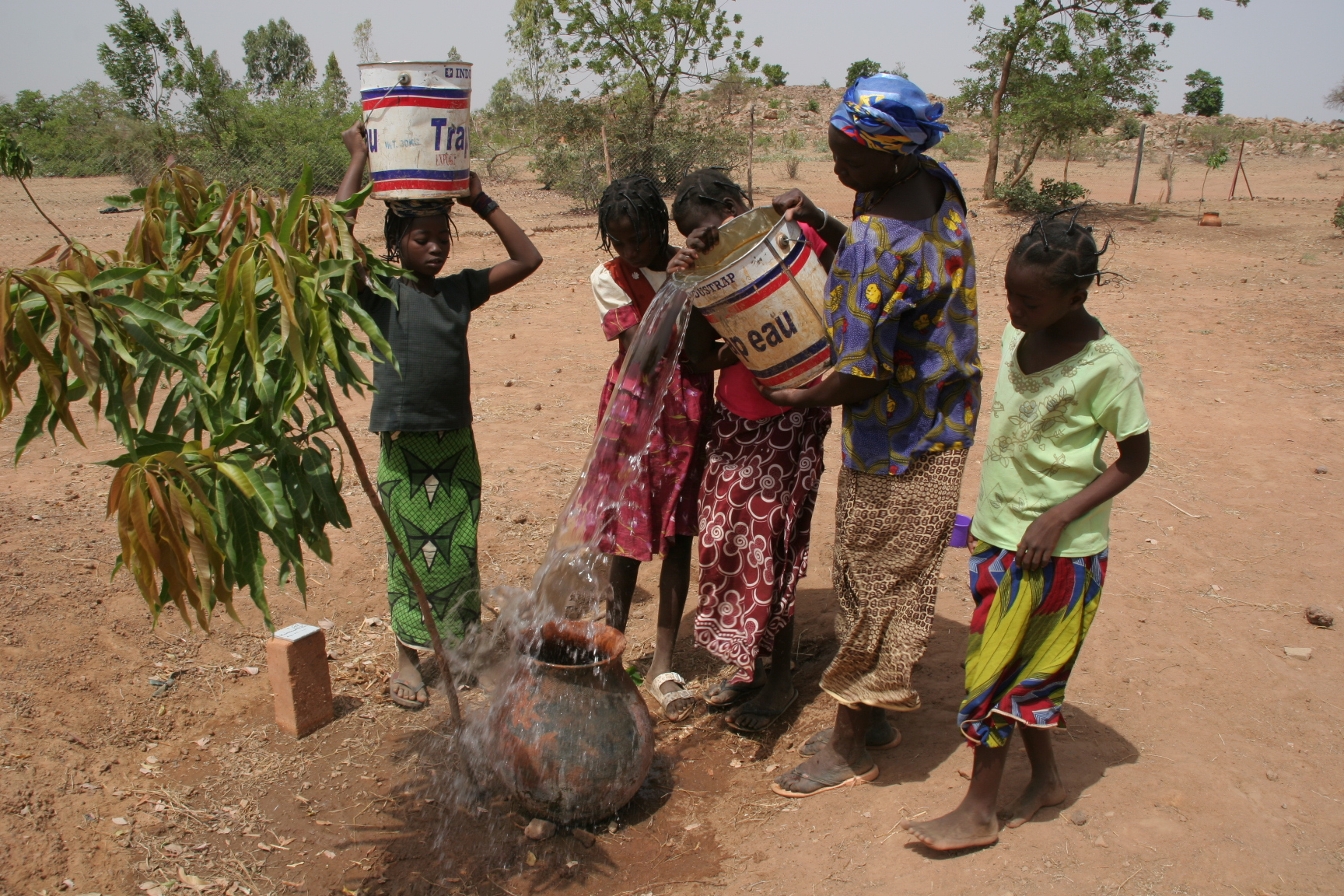
Plantation de manguiers à Gando

L'élevage est la première activité agricole. Le cheptel est numériquement le deuxième des États de l’Afrique de l’Ouest après celui du Mali. En 2011, on dénombre 8,6 millions de bovins, 8,5 millions d’ovins, 12,7 millions de caprins et 2,3 millions de porcins. Il s’agit essentiellement d’un élevage à vocation viande ou parfois mixte viande-lait. Les systèmes de production sont très extensifs et relèvent du pastoralisme ou de l’agropastoralisme. Seuls quelques élevages d’embouche proches des villes sont plus intensifs. Il existe très peu d’élevages laitiers spécialisés (environ 200) et la plupart d’entre eux ont une productivité faible. Les besoins en lait ne sont pas couverts et le pays doit importer des quantités importantes de produits laitiers (essentiellement sous forme de lait en poudre) pour satisfaire la demande. L’élevage avicole avec 30 millions de poulets et 7,7 millions de pintades est aussi bien représenté. 
Les terres à vocation agricole sont estimées à 11,8 millions d’hectares, mais seulement 5,7 millions d’hectares sont cultivées. Les cultures sont développées surtout dans le sud et le sud-ouest ; il s'agit de cultures de sorgo, de mil, de maïs, d'arachides, de riz. Les céréales couvrent 4,2 millions d’hectares, soit les trois quarts des superficies cultivées. Le niébé est une légumineuse largement cultivée en Afrique et tout particulièrement au Burkina Faso. Résistant à la sécheresse, la plante est bien adaptée au climat aride de l’Afrique subsaharienne. Le niébé est surtout présent dans les petites exploitations de moins de 3 ha où il est le plus souvent cultivé comme plante secondaire en association avec les céréales traditionnelles.
Le Burkina Faso a été le deuxième producteur africain de coton derrière l'Égypte, malgré l'aridité des sols. La filière coton, dans beaucoup de pays producteurs a pris de la vigueur, avec d'excellentes récoltes, même si sur le marché mondial, le cours de la livre de fibre était en 2015 autour de 0,70 dollar, relativement bas comparé au pic des 2 dollars la livre qu’il avait atteint en 2011. Le pays était à la première place du palmarès des sept premiers producteurs africains de coton au milieu des années 2010.
L'arboriculture occupe une place non négligeable. Les principales productions sont la mangue, la banane, la papaye, l’anacarde et les agrumes. La culture maraîchère est également répandue : oignon, tomate, pomme de terre et chou...
En 2015, près de 100 000 paysans pratiquaient l’agriculture biologique.

### Réseau routier
Le réseau routier inventorié du Burkina Faso a une longueur totale de 61 367 km dont 15 272 km sont classés. Cependant la majeure partie n'est pas bitumée mais en terre (souvent en latérite qui soulève beaucoup de poussière rouge au passage des véhicules). Le réseau non classé est constitué de pistes rurales.
| Type de routes         | Routes bitumées (RB) | Routes en terre | Pistes en terre | Total  |
| ---------------------- | -------------------- | --------------- | --------------- | ------ |
| Routes nationales      | 3 483                | 2 447           | 567             | 6 697  |
| Routes régionales      | 90                   | 2 345           | 1 156           | 3 581  |
| Routes départementales | 46                   | 4 243           | 705             | 4 994  |
| Pistes rurales         | 0                    | 0               | 46 095          | 46 095 |
| Total                  | 3 617                | 9 035           | 48 523          | 61 367 |

### Voies ferrées
Le Burkina Faso dispose d'un seul corridor ferroviaire qui le relie au port d'Abidjan en Côte d'Ivoire, c'est la liaison Kaya – Abidjan, longue de 1 252 km et répartie quasiment à longueur égale dans les deux pays.

### Aéroports
Le pays compte 33 aéroports, dont seulement un aéroport international, l'aéroport international de Ouagadougou (qui est un des deux seuls, avec l'aéroport de Bobo-Dioulasso depuis 2007, possédant des pistes goudronnées).

### Pollutions

#### La gestion des déchets
Un habitant d'Afrique sub-aharienne génère en moyenne 165 kg de déchets par an et par habitants en 2023 (soit nettement moins que dans les pays plus riches).

## Politique environnementale au Burkina Faso

### Politique nationale
Dans les années 1980, alors que la conscience écologique est encore très peu développée, le président du Burkina Faso Thomas Sankara est l'un des rares dirigeants africains à considérer la protection de l’environnement comme une priorité. 
Il s’engage dans trois combats majeurs : contre les feux de brousse « qui seront considérés comme des crimes et seront punis comme tel » ; contre la divagation du bétail « qui porte atteinte au droit des peuples car les animaux non surveillés détruisent la nature » ; et contre la coupe anarchique du bois de chauffe « dont il va falloir organiser et réglementer la profession ».
Dans le cadre d’un programme de développement associant une grande partie de la population, dix millions d’arbres en quinze mois ont été plantés au Burkina Faso pendant la « révolution ». Pour faire face à l’avancée du désert et aux sécheresses récurrentes, Thomas Sankara propose également la plantation de bandes boisées d’une cinquantaine de kilomètres, traversant le pays d’est en ouest. Il songe ensuite à étendre cette ceinture végétale à d’autres pays. 
La production de céréales, proche de 1,1 milliard de tonnes avant 1983, va grimper à 1,6 milliard de tonnes en 1987. Jean Ziegler, ancien rapporteur spécial pour le droit à l’alimentation de l’ONU, souligne alors que le pays « est devenu alimentairement autosuffisant ».